# Route nationale 27
Die Route nationale 27, kurz N 27 oder RN 27, ist eine französische Nationalstraße in der Normandie.
Die Straße verlief ab dem Jahr 1824 zwischen Maromme und der N 15 südlich von Dieppe. Die geht auf die Route impériale 30 zurück. Die Länge betrug 48 Kilometer. 1978 übernahm sie von der N 15 die Ausfallstraße aus Dieppe:
- N 27 Maromme – Saint-Aubin-sur-Scie-la Maison Blanche
- N 15 Saint-Aubin-sur-Scie-la Maison Blanche – Dieppe

Ab 1988 wurde sie ab Varneville-Bretteville nach Norden bis Höhe Manéhouville als Schnellstraße ausgebaut. 2006 wurde sie zwischen Notre-Dame-de-Bondeville und der A 29 abgestuft, da parallel die A 150 und A 151 verläuft, welche seit der Inbetriebnahme die Hauptlast des Verkehrs übernommen haben. Die alte Streckenführung durch die Orte wurde abgestuft und durch die Départementalstraße 927 ersetzt.

## Streckenführung
| Position | höchste zulässige Gesamtgeschwindigkeit | Fahrbahnen | Typ                          | Abschnitt            | Längengrad | Breitengrad |
| -------- | --------------------------------------- | ---------- | ---------------------------- | -------------------- | ---------- | ----------- |
| 1        | 110                                     | 2          | Beginn der Autobahn          | A151                 | 49.6482    | 1.0442      |
| 2        | 110                                     | 2          | Teil-Anschlussstelle         | Tôtes                | 49.6666    | 1.0434      |
| 3        | 110                                     | 2          | Teil-Anschlussstelle         | Tôtes                | 49.6776    | 1.0326      |
| 4        | 110                                     | 2          | Teil-Anschlussstelle         | Tôtes                | 49.6907    | 1.0458      |
| 5        | 110                                     | 2          | Vollständige Anschlussstelle | Biville-la-Baignarde | 49.7187    | 1.0613      |
| 6        | 110                                     | 2          | Vollständige Anschlussstelle | Belmesnil            | 49.7793    | 1.0635      |
| 7        | 110                                     | 2          | Vollständige Anschlussstelle | Mahénonville         | 49.8270    | 1.0650      |
| 8        | 110                                     | 2          | Normaler Abschnitt           |                      | 49.8368    | 1.0674      |
| 9        | 90                                      | 1          |                              |                      | 49.8455    | 1.0715      |